# Detroit Street Circuit
Der Detroit Street Circuit ist eine 2,647 Kilometer lange Motorsport-Rennstrecke in der Stadt Detroit. Seit 2023 findet auf einer jährlich temporär angelegten Strecke der Detroit Grand Prix der IndyCar Series statt. Von 1982 bis 1988 trug die Formel 1 auf dem alten Streckenlayout den Grand Prix der USA, beziehungsweise den Grand Prix der USA Ost aus. Der Kurs befindet sich rund um das Renaissance Center und dem TCF Center, entlang am Detroit River.

## Geschichte
Mit diesem Kurs und dem darauf ausgetragenen Grand Prix sollte das internationale Ansehen der Stadt verbessert werden. Im Jahr 1982 wurden in den USA mit Long Beach, Las Vegas und Detroit drei Formel-1-Grand-Prix ausgetragen. Den ersten Grand Prix in Detroit gewann John Watson vom 17. Startplatz aus. Dies war zu diesem Zeitpunkt der schlechteste Startplatz, von dem je ein Grand Prix gewonnen wurde. Im darauf folgenden Jahr brach John Watson diesen Rekord erneut, als er in Long Beach vom 22. Startplatz gewann.
Die enge Strecke führte dazu, dass in den Rennen viele Fahrzeuge durch Unfälle ausschieden. In den Formel-1-Rennen fiel in jedem Rennen mindestens die Hälfte der Starter aus. Der Grand Prix 1984 stellte mit 20 Fahrern, die das Ziel nicht sahen, einen Rekord ein. Durch die spätere Disqualifikation eines Fahrers wurde dieser Rekord einige Monate danach sogar noch gebrochen.
Von 1984 an trug die Trans-Am-Serie ein Rennen im Rahmenprogramm des Grand Prix aus. Dieses Rennen, das Motor City 100, wurde als eines der wichtigsten Rennen im Trans-Am-Kalender betrachtet. 1985 wurde Detroit der alleinige Ausrichter eines Grand Prix in den USA. Der erfolgreichste Fahrer auf dieser Strecke war Ayrton Senna, der drei Rennen in Folge (1986–1988) gewinnen konnte und einmal von der Pole-Position startete (1985). Senna war auch jener Fahrer, der die schnellste Runde drehte mit 1:40.464 Min. auf dem alten Kurs, dies mit einem Lotus-Honda im Jahr 1987.
Die Strecke war bei den Fahrern allerdings nicht sehr beliebt und wurde 1989 aus dem Formel-1-Kalender gestrichen, nachdem der Grand Prix der USA nach Phoenix wechselte. Dafür erhielt Detroit nun ein Rennen der Indy-Car-Serie. In den ersten drei Jahren wurde das Rennen auf derselben Strecke ausgetragen, auf der auch die Formel-1-Rennen stattfanden. Emerson Fittipaldi gewann in den Jahren 1989 und 1991 und Michael Andretti 1990, Andretti stand bei allen drei Rennen auf der Pole-Position.

Da das Rennen wirtschaftlich nicht mehr tragbar war für die Stadt, wechselte die Veranstaltung auf die Saison 1992 hin auf das Raceway at Belle Isle. Bis zum Jahr 2001 wurden dort Champ-Car-Rennen ausgetragen und seit 2007 Rennen zur IndyCar Series.

Das alte Streckenlayout wurde zwischen 1982 und 1988 von der Formel-1 befahren.

### Neues Streckenlayout ab 2023
Im November 2021 beschloss der Stadtrat Detroits zusammen mit den IndyCar-Verantwortlichen, dass das Rennen ab 2023 wieder auf einem Kurs in der Innenstadt ausgetragen werden soll. Am 4. Juni war es soweit. Die IndyCar Series nutzte dabei auch Teile der Strecke, die bereits zwischen 1982 und 1991 bei den Formel-1- und Indy-Car-Rennen gefahren wurden. Der neue Kurs ist 1,64 Meilen (2,647 Kilometer) lang, beinhaltet 9 Kurven und liegt am Ufer des Detroit River. Die Renndistanz betrug 170 Meilen, was 100 Runden entspricht.

## Statistik

### Ergebnisse IndyCar Series
| Auflage | Jahr | Datum   | Sieger     | Zweiter    | Dritter          | Pole-Position | Schnellste Runde |
| ------- | ---- | ------- | ---------- | ---------- | ---------------- | ------------- | ---------------- |
| 1       | 2023 | 4. Juni | Alex Palou | Will Power | Felix Rosenqvist | Alex Palou    | Kyle Kirkwood    |

### Alle Sieger des Formel-1-Rennens in Detroit
| Nr. | Jahr | Fahrer           | Konstrukteur | Motor   | Reifen | Zeit          | Streckenlänge | Runden | Ø-Tempo      | Datum    | GP der  |
| --- | ---- | ---------------- | ------------ | ------- | ------ | ------------- | ------------- | ------ | ------------ | -------- | ------- |
| 1   | 1982 | John Watson      | McLaren      | Ford    | M      | 1:58:41,043 h | 4,023 km      | 62     | 126,096 km/h | 6. Juni  | USA Ost |
| 2   | 1983 | Michele Alboreto | Tyrrell      | Ford    | G      | 1:50:53,669 h | 4,023 km      | 60     | 130,599 km/h | 5. Juni  | USA Ost |
| 3   | 1984 | Nelson Piquet    | Brabham      | BMW     | M      | 1:54:41,842 h | 4,023 km      | 63     | 132,583 km/h | 24. Juni | USA Ost |
| 4   | 1985 | Keke Rosberg     | Williams     | Honda   | G      | 1:55:39,851 h | 4,023 km      | 63     | 131,474 km/h | 23. Juni | USA Ost |
| 5   | 1986 | Ayrton Senna     | Lotus        | Renault | G      | 1:51:12,847 h | 4,023 km      | 63     | 136,735 km/h | 22. Juni | USA Ost |
| 6   | 1987 | Ayrton Senna     | Lotus        | Honda   | G      | 1:50:16,358 h | 4,023 km      | 63     | 137,903 km/h | 21. Juni | USA     |
| 7   | 1988 | Ayrton Senna     | McLaren      | Honda   | G      | 1:54:56,035 h | 4,023 km      | 63     | 132,310 km/h | 19. Juni | USA     |

Rekordsieger
Fahrer: Ayrton Senna (3) • Fahrernationen: Brasilien (4) • Konstrukteure: Lotus/McLaren (je 2) • Motorenhersteller: Honda (3) • Reifenhersteller: Goodyear (5)